# Říčky v Orlických horách

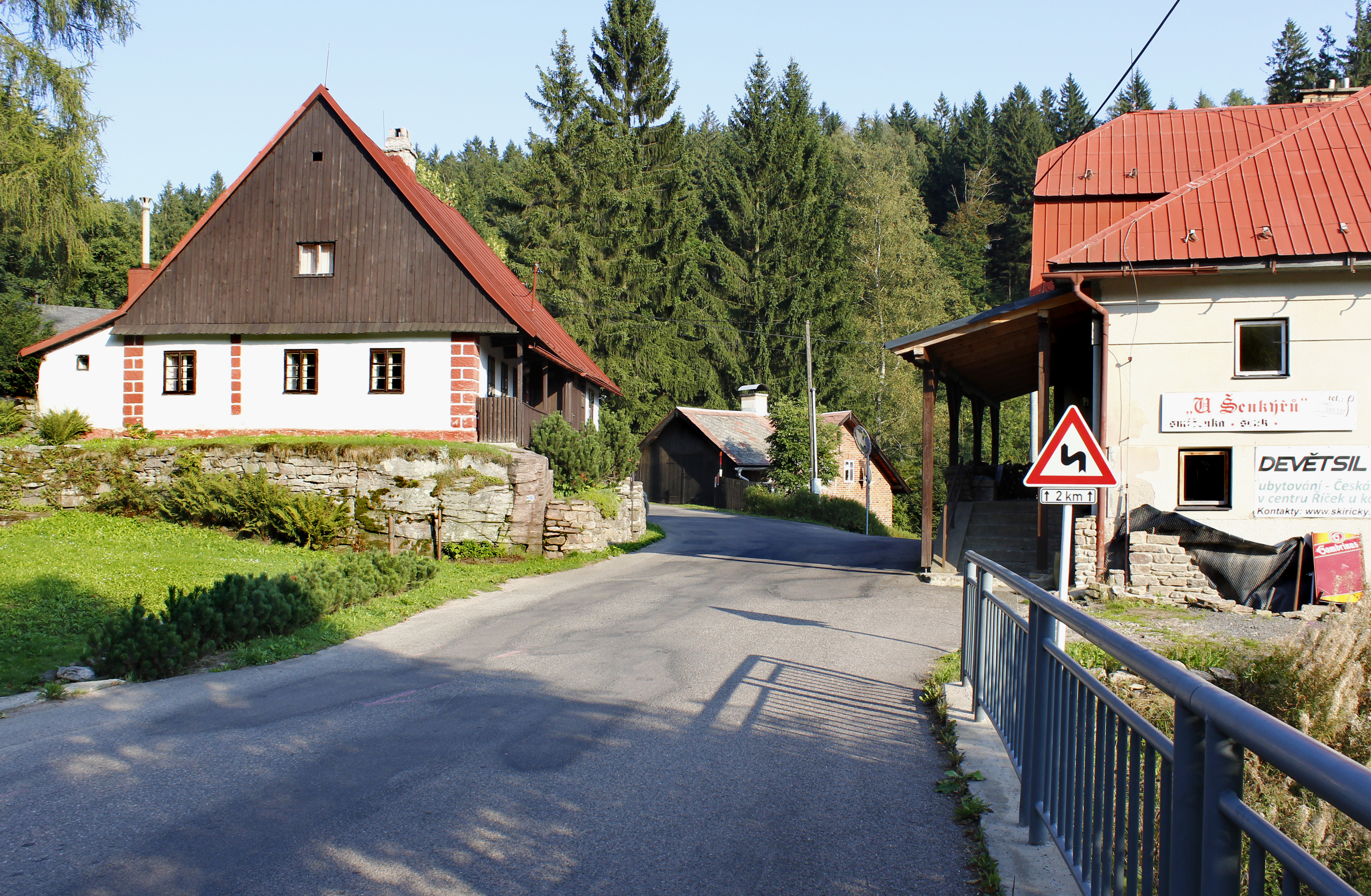
Říčky v Orlických horách

Říčky v Orlických horách (deutsch Ritschka) ist eine Gemeinde im Okres Rychnov nad Kněžnou in Tschechien. Sie liegt 14 Kilometer nordöstlich von Rychnov nad Kněžnou im Adlergebirge.

## Geographie
Die Streusiedlung liegt unterhalb des Hauptkammes im südlichen Teil des Adlergebirges und breitet sich im Tal der Říčka (Klause) mit sechs Zuflüssen aus. Nördlich erhebt sich der 990 Meter hohe Zaklety, an dessen Hängen mehrere Skiliftanlagen errichtet wurden. Nordöstlich liegen der Komáří vrch (992 m) und im Osten der Mezivrší (939 m) und der Anenský vrch (991 m).
Nachbarorte sind Orlické Záhoří und Nová Ves im Nordosten, Neratov im Osten, Horní Rokytnice im Südosten, Rokytnice im Süden, Nebeská Rybná im Südwesten, Pustiny und Souvlastní im Westen sowie Rysé und Zdobnice im Nordwesten.

## Geschichte
Erstmals urkundlich erwähnt wurde das Dorf 1577 gemeinsam mit Zdobnice in einer beim Münzamt Kuttenberg deponierten Kaufurkunde über beide Dörfer und die umliegenden Wälder. Zu Beginn des 17. Jahrhunderts erfolgte von Rokytnice ausgehend die weitere Besiedlung (mit Deutschen) der Waldgebiete unterhalb des Gebirgskammes. Neben der Forstwirtschaft wurde zu dieser Zeit Bergbau auf Eisenerz und Blei sowie Gold betrieben. Johann Nicolaus von Nostitz holte deutsche Siedler aus Westfalen, dem Haberner Land und der Grafschaft Glatz in die Gegend. 1609 wurden zur Bewirtschaftung der Waldgebiete Forstarbeiter aus dem Riesengebirge geholt.
1703 verkaufte Kaiser Leopold I. Říčky und Zdobnice einschließlich der Wälder an Norbert von Kolowrat. Bis zur Eröffnung des Schulgebäudes im Jahre 1785 wurden die Kinder in Himmlisch Rybnai unterrichtet. Dort befand sich auch die Pfarrei. 1790 bis 1792 wurde die Dorfkirche errichtet. 1808 nahm die neue dreiklassige Schule den Unterricht auf. 1855 wurde die Filialkirche in Ritschka zur Pfarrkirche erhoben. Im Jahre 1860 bestand das Dorf in der Bezirkshauptmannschaft Senftenberg aus 183 Kaluppen und anderen Anwesen.
Die neue Straße von Rokytnice v Orlických horách nach Zdobnice wurde 1906 gebaut; 1913 war auch der Straßenbau von Rokytnice über den Gebirgskamm nach Schwarzwasser und Kronstadt beendet. 1934 beschloss der Gemeinderat die Umbenennung von Říčky in Ritschka. Zwischen 1935 und 1938 erfolgte auf dem Kamm des Adlergebirges der Bau von Bunkerlinien des Tschechoslowakischen Walls; dabei wurde die Kapelle der Hl. Anna einschließlich der Statuen und des Kruzifixes vom Ernestinenberg zum Forsthaus Hadinec umgesetzt. Nach dem Münchner Abkommen wurde der Ort als Teil des Landkreises Grulich ins Deutsche Reich eingegliedert. 1939 hatte Ritschka 873 Einwohner. Nach dem Zweiten Weltkrieg wurden deutschen Bewohner weitgehend vertrieben; im Jahre 1947 war dadurch die Einwohnerzahl von 517 auf 437 gesunken. Die leerstehenden Anwesen wurden an Wolhynientschechen übergeben, die aber wieder abwanderten.
Seit den 1950er Jahren entwickelte sich Říčky zum Feriendorf und hatte 1955 nur noch 66 ständige Einwohner. 1954 wurde das Dorf von über 1300 Feriengästen aufgesucht, 1946 waren es nur halb so viele. 1975 wurde der Ort nach Rokytnice eingemeindet und im selben Jahre auch die Schule geschlossen. Damals hatte Říčky hatte nur noch 113 Einwohner. 1990 erhielt der Ort seine Selbstständigkeit zurück.

## Gemeindegliederung
Für die Gemeinde Říčky v Orlických horách sind keine Ortsteile ausgewiesen. Zur Gemeinde gehören die Ortslagen Pustiny (Wüstenei) und Rysé (Riese).

## Sehenswürdigkeiten
- Kirche der Hl. Dreifaltigkeit, errichtet 1790–1792

## Bilder

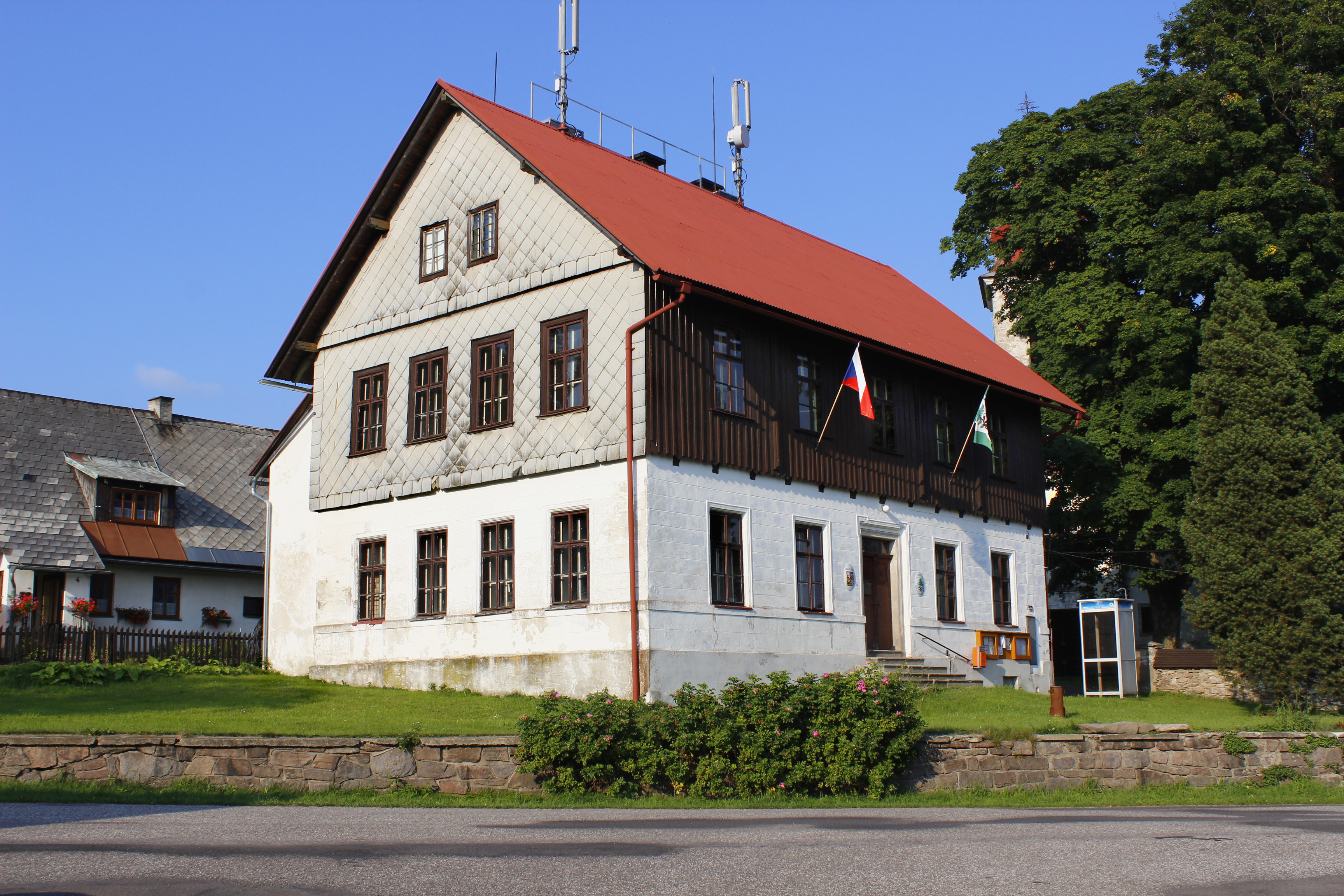
Die Gemeindebehörde
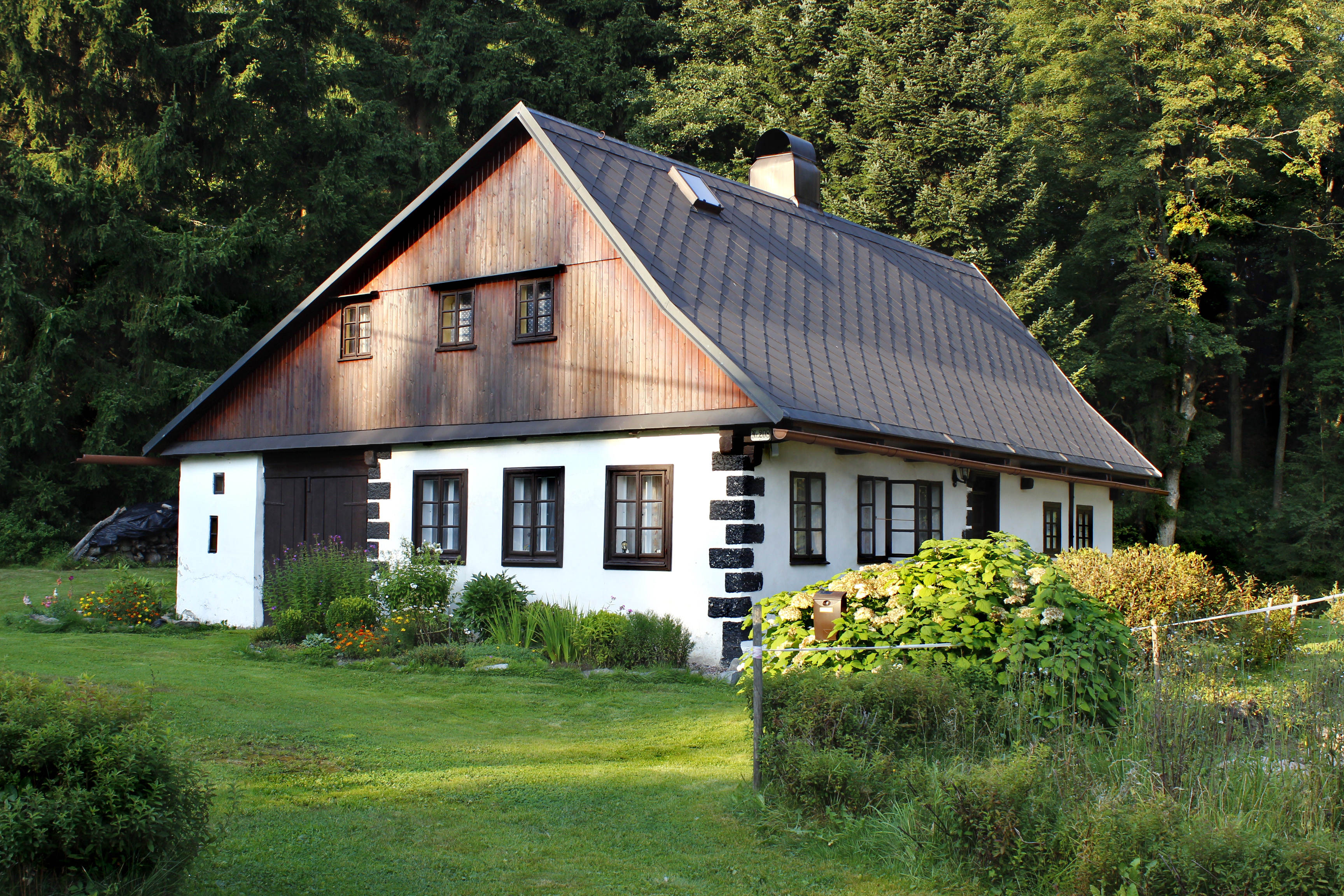
Das Bauernhaus